# Una corda
Una corda (от италиански – буквално една струна) е музикален термин, който обозначава едновременно две неща:
- Техническият механизъм, който заглушава звука при изпълнението на пиано;
- Изпълнението при включването на този технически механизъм.

В голяма част от своя диапазон, пианото разчита на удар с чукчето едновременно върху три струни, които също така звучат едновременно. В миналото (в днешно време този метод се съхранява и при повечето рояли) при натискането на специален педал, механиката се отмества в страни, така че при натискането на съответния клавиш, чукчето удря само една струна, откъдето и звукът става по-тънък и тих. При повечето съвременни пиана обаче, ефектът се постига с друг механизъм, който доближава изходната позиция на чукчето по-близо до струните, оттам силата на удара е по-малка и звукът се заглушава.
Предимствата на първия метод са цялостните промени в звука, докато при втория – равномерното действие на Una Corda върху всички струни – в класическия вид с отместване прийомът среща трудности с ниския регистър, където струните са две или една.
При съвременното пиано това се осъществява при натискането на левия педал на пианото. В музикалната нотация се обозначава с надписа Una corda, написан над петолинието (аколадата), като преустановяването се обозначава отново с думи: tre cordi, т.е. връщане към нормалното звукоизвличане.